# AiRI (cantante japonesa)
AiRI (あいり?  Prefectura de Osaka, 13 de septiembre) es una cantante japonesa, firmada con Lantis y pertenece al STUDIO696. Anteriormente fue conocida con el nombre artístico UR@N. Sus canciones son utilizadas principalmente como temas de apertura, temas de cierre y canciones insertadas de videojuegos bishōjō (美少女ゲーム bishōjo gēmu) y anime.

## Carrera artística
Comenzó actividades en la escena musical de juegos bishōjō a principios del año 2000, con el nombre UR@N. Su voz ganó popularidad en 2004 con el tema "Like a Green", tema principal del juego para PC "Green Green 2 Koi no Special Summer". A partir de eso, estuvo a cargo de otros temas musicales y canciones insertadas para varios juegos.
En 2005 estuvo a cargo del tema de cierre del juego para PC "Pastel Chime Continue", y en 2007 estuvo activa como vocalista de "Dai 2 Bungeibu (第二文芸部?)", una banda ficticia de rock dentro del juego para PC "Kira ☆ Kira".
Aunque estuvo activa bajo el nombre UR@N, el 1 de abril de 2011 anunció en su blog personal que suspendería sus actividades como UR@N y que reaunadaría sus actividades con el nombre AiRI a partir del siguiente día.

## Discografía

### Álbumes
| Nº | Título | Fecha de lanzamiento  | Posición en el top Oricon |
| -- | ------ | --------------------- | ------------------------- |
| 1  | Puzzle | 22 de febrero de 2012 | 77                        |
| 2  | Color  | 8 de mayo de 2013     | 60                        |
| 3  | Mirage | 9 de julio de 2014    | 69                        |

### Mini-álbum
| Nº | Título  | Fecha de lanzamiento | Posición en el top Oricon |
| -- | ------- | -------------------- | ------------------------- |
| 1  | Smash!! | 7 de octubre de 2015 | —                         |

### Sencillos
| Nº | Título                      | Fecha de lanzamiento   | Posición en el top Oricon |
| -- | --------------------------- | ---------------------- | ------------------------- |
| 1  | Learn together              | 11 de mayo de 2011     | 92                        |
| 2  | "Sadame/Futatsu no Ashiato" | 10 de agosto de 2011   | 83                        |
| 3  | -Side Ariadust- Pieces      | 9 de noviembre de 2011 | 34                        |
| 4  | Kimi to Boku wa Soko ni ita | 21 de marzo de 2012    | 141                       |
| 5  | Dreamer                     | 1 de agosto de 2012    | 21                        |
| 6  | Imagination>Reality         | 4 de diciembre de 2013 | 83                        |